# Gilles Karolyi
Gilles Karolyi ist ein deutscher Synchronsprecher und Schauspieler.

## Leben
Karolyi ist seit Juni 1996 als Sprecher für 3sat tätig. In den Jahren 2001 bis 2003 nahm er Schauspielunterricht bei Andreas Walther-Schroth in Frankfurt am Main und verbrachte 2005 einen Monat am National Institute for dramatic Art in Sydney. Er spricht neben Deutsch, Englisch und Französisch auch etwas Ungarisch.
Karolyi leiht seine Stimme z. B. dem Anime Charakter Heathcliff aus Sword art Online, er ist auch in einigen Computerspielen, Werbungen und Hörbüchern zu hören.